# Zaborów Drugi
Zaborów Drugi [pronunciación en polaco: /zaˈbɔruf ˈdruɡi/] es un pueblo ubicado en el distrito administrativo de Gmina Tomaszów Mazowiecki, dentro del condado de Tomaszów Mazowiecki, Voivodato de Łódź, en el centro de Polonia. Se encuentra a unos 6 kilómetros al noroeste de Tomaszów Mazowiecki y a 43 kilómetros al sureste de la capital regional Łódź.